# Luigi IV di Francia
Luigi IV d'Oltremare (10 settembre 920 – Reims, 10 settembre 954) membro della dinastia carolingia, fu re dei Franchi Occidentali dal 936 alla morte.

## Biografia

Il mondo carolingio durante l'interregno imperiale.

Era figlio di Carlo III il Semplice e della principessa Eadgifu d'Inghilterra. Appena compiuti tre anni, la madre decise di portarlo, per sicurezza, in Inghilterra (da qui il suo soprannome) dopo che suo padre era stato imprigionato e il regno era passato a Roberto I di Francia. Alla morte del successore di Roberto, Rodolfo (936), Luigi IV fu richiamato in patria dove fu incoronato re dei Franchi Occidentali.
I suoi effettivi domini erano limitati alla città di Laon e al nord della Francia: tentò di farsi riconoscere sovrano dalla nobiltà franca e per questo fu costantemente in conflitto con Ugo il Grande, conte di Parigi. Luigi tentò ripetutamente di conquistare la Lotaringia, ma fu sconfitto dall'imperatore Ottone I, che si alleò con Ugo e nel 942 costrinse il sovrano a rinunciare definitivamente alle sue mire espansionistiche.
In seguito, Luigi fu catturato dai Normanni e consegnato a Ugo nel 945, per essere poi liberato da Ottone, al quale dovette cedere Laon. Nel 950, in seguito alla sottomissione di Ugo, Luigi riprese il controllo del regno. 
Alla fine dell'estate del 954, Luigi IV andò a cavallo con i suoi compagni sulla strada da Laon a Reims. Mentre attraversava la foresta di Voas (vicino al suo palazzo a Corbeny), vide un lupo e tentò di catturarlo. Flodoardo di Reims(storico e religioso francese), da cui sono noti questi dettagli, disse che il re cadde da cavallo . Trasportato d'urgenza a Reims, morì infine per le ferite il 10 settembre dello stesso anno. Per i canonici di Reims, il lupo che il re cercò di cacciare non era un animale ma una creatura fantastica, un intervento divino soprannaturale. 
Flodoardo ricordò infatti che nel 938 Luigi IV aveva catturato Corbeny con estrema brutalità e senza rispettare le donazioni fatte ai monaci da suo padre. Così Dio poté punire il re e i suoi discendenti con la maledizione del lupo come una "peste". Secondo Flodoardo Luigi sarebbe morto di tubercolosi (allora chiamata pesta elephantis); nel 986 suo figlio Lotario morì di "peste"  dopo aver assediato Verdun, e infine suo nipote Luigi V morì nel 987 per le ferite riportate cadendo da cavallo durante una battuta di caccia, pochi mesi dopo aver assediato Reims per il processo all'arcivescovo Adalberone . 
la salma di Luigi IV fu inumata nella Basilica di San Remigio.
Alla sua morte il regno passò al figlio Lotario, mentre a Carlo, suo secondogenito, toccò la Bassa Lotaringia o Bassa Lorena.

## Discendenza
Dalla moglie Gerberga di Sassonia Luigi ebbe:
- Lotario di Francia
- Matilde di Francia
- Ildegarda (nata 994 circa)
- Carlomanno di Francia (nato 995 circa)
- Luigi (nato 948 circa)
- Carlo I di Lorena
- Abelarda (nata prima del 953)
- Enrico (nato 953 circa)

## Ascendenza
|                       |                   |                         | Genitori               |  |  | Nonni |  |  | Bisnonni       |  |  | Trisnonni       |  |
|                       |                   |                         |                        |  |  |       |  |  | Carlo il Calvo |  |  | Ludovico il Pio |  |
|                       |                   |                         |                        |  |  |       |  |  | Carlo il Calvo |  |  | Ludovico il Pio |  |
|                       |                   | Giuditta di Baviera     |                        |  |  |       |  |  | Carlo il Calvo |  |  |                 |  |
| Luigi II di Francia   |                   |                         |                        |  |  |       |  |  | Carlo il Calvo |  |  |                 |  |
|                       |                   | Ermentrude d'Orléans    | Oddone d'Orléans       |  |  |       |  |  |                |  |  |                 |  |
|                       |                   | Ermentrude d'Orléans    | Oddone d'Orléans       |  |  |       |  |  |                |  |  |                 |  |
|                       |                   | Ermentrude d'Orléans    | Engeltrude di Fézensac |  |  |       |  |  |                |  |  |                 |  |
| Carlo III di Francia  |                   | Ermentrude d'Orléans    |                        |  |  |       |  |  |                |  |  |                 |  |
|                       |                   | Adalardo di Parigi      | Wolfhard di Flavigny   |  |  |       |  |  |                |  |  |                 |  |
|                       |                   | Adalardo di Parigi      | Wolfhard di Flavigny   |  |  |       |  |  |                |  |  |                 |  |
|                       |                   | Adalardo di Parigi      | Susanna di Parigi      |  |  |       |  |  |                |  |  |                 |  |
| Adelaide del Friuli   |                   | Adalardo di Parigi      |                        |  |  |       |  |  |                |  |  |                 |  |
|                       |                   | …                       | …                      |  |  |       |  |  |                |  |  |                 |  |
|                       |                   | …                       | …                      |  |  |       |  |  |                |  |  |                 |  |
|                       |                   | …                       | …                      |  |  |       |  |  |                |  |  |                 |  |
| Luigi IV di Francia   |                   | …                       |                        |  |  |       |  |  |                |  |  |                 |  |
|                       | Alfredo il Grande | Etelvulfo del Wessex    |                        |  |  |       |  |  |                |  |  |                 |  |
|                       | Alfredo il Grande | Etelvulfo del Wessex    |                        |  |  |       |  |  |                |  |  |                 |  |
|                       | Alfredo il Grande | Osburga                 |                        |  |  |       |  |  |                |  |  |                 |  |
| Edoardo il Vecchio    | Alfredo il Grande |                         |                        |  |  |       |  |  |                |  |  |                 |  |
|                       |                   | Ealhswith               | Aethelred Mucil        |  |  |       |  |  |                |  |  |                 |  |
|                       |                   | Ealhswith               | Aethelred Mucil        |  |  |       |  |  |                |  |  |                 |  |
|                       |                   | Ealhswith               | Eadburh                |  |  |       |  |  |                |  |  |                 |  |
| Eadgifu d'Inghilterra |                   | Ealhswith               |                        |  |  |       |  |  |                |  |  |                 |  |
|                       |                   | Aethelhelm di Wiltshire | …                      |  |  |       |  |  |                |  |  |                 |  |
|                       |                   | Aethelhelm di Wiltshire | …                      |  |  |       |  |  |                |  |  |                 |  |
|                       |                   | Aethelhelm di Wiltshire | …                      |  |  |       |  |  |                |  |  |                 |  |
| Elfleda               |                   | Aethelhelm di Wiltshire |                        |  |  |       |  |  |                |  |  |                 |  |
|                       |                   | …                       | …                      |  |  |       |  |  |                |  |  |                 |  |
|                       |                   | …                       | …                      |  |  |       |  |  |                |  |  |                 |  |
|                       |                   | …                       | …                      |  |  |       |  |  |                |  |  |                 |  |
|                       |                   | …                       |                        |  |  |       |  |  |                |  |  |                 |  |